# Minneapolis–Saint Paul International Airport
Minneapolis-Saint Paul International Airport (IATA: MSP, ICAO: KMSP, FAA LID: MSP), är en flygplats i Minnesota i norra USA, belägen i Hennepin County utanför Minneapolis och Saint Paul. Sett till antal resenärer är MSP den 12:e största flygplatsen i USA.[källa behövs] Från flygplatsen finns det 131 resmål att välja bland.[källa behövs]
Det finns två terminaler.